# Зайде, Яша
Яша Зайде (англ. Jascha Zayde; 25 октября 1911, Мерседес, Аргентина — 3 сентября 1999, Нью-Йорк) — американский пианист и дирижёр русско-еврейского происхождения.

## Биография
Родился в Аргентине в эмигрировавшей из России семье. Жил в США с шестимесячного возраста, учился музыке с трёх лет, впервые публично выступил в семь. Брал частные уроки у Кларенса Адлера, затем учился в Джульярдской школе у Карла Фридберга, изучал также композицию у Рубина Голдмарка и Бернарда Вагенаара (в дальнейшем Зайде нечасто обращался к композиции, однако свои Вариации на тему Двадцать четвёртого каприса Паганини даже записал).
Наибольшую известность Зайде принесла работа для нью-йоркской радиостанции классической музыки WQXR, первым штатным сотрудником которой он стал в 1936 году. Первоначально Зайде единолично вёл еженедельную программу «Развитие фортепианной музыки», затем стал делать это дуэтом с другим пианистом, Клиффордом Херцером, но наиболее прочным оказался его дуэт с Леонидом Гамбро — как на радио, так и на нью-йоркской концертной сцене. Для этого фортепианного дуэта Зайде осуществил целый ряд переложений.
Одновременно с 1954 г. Зайде был штатным пианистом Нью-Йоркского городского балета; по его собственным подсчётам, произведённым в 1979 году, за 25 лет работы с балетом Зайде исполнил партию челесты в тысяче представлений балета Чайковского «Щелкунчик».
Как дирижёр Зайде провёл бродвейские премьеры опер Джан Карло Менотти «Медиум» и «Телефон».
Зайде преподавал частным образом; из его учеников наиболее известен Андре Мишель Шуб.